# Drop Dead, Gorgeous (группа)
Drop Dead, Gorgeous — американская постхардкор-группа из Денвера, шатат Колорадо. Участниками группы являлись фронтмэн Дэнни «Stills» Стиллман (вокал), Кайл Броунинг (гитара), Джейк Хансен (бас-гитара), Дэн Густавсон (ритм-гитара), Джонатан «Duck» Лири (клавишные, синтезатор, электро) и Дэнни Купер (ударные, перкуссия). Группа выпустила три полноценных альбома и три мини-альбома. Их альбом The Hot N' Heavy, выпущенный в 2009 году, занял 6 строчку чарта Top Heatseekers журнала Billboard, 23 строчку чарта Independent Albums, а также 192 позицию в The Billboard 200.

## История
В июне 2007 года Drop Dead, Gorgeous с товарищами по лейблу Rise Records The Devil Wears Prada, Dance Gavin Dance и At the Throne of Judgment отправились в тур, организованный этим лейблом. с 18 по 22 июля они отыграли серию концертов в Мексике, прежде чем присоединиться к туру Vans Warped Tour 2007, который проходил с 25 июля по 25 августа.
В 2007 году Уэс Борланд появился в нескольких треках группы. Оба исполнителя выпускались на лейбле Росса Робинсона I AM:WOLFPACK.
В сентябре и октябре 2007 года группа при поддержке Aiden, Still Remains, 1997 отправилась в их первый тур по США в качестве хэдлайнеров. Также они присоединились к туру Alesana, Idiot Pilot и The Number Twelve Looks Like You в конце ноября. Позднее группа приняла участие в туре Escape the Fate на австралийских концертах Taste of Chaos.
В марте 2009 года группа путешествовала совместно с Alesana, I Set My Friends on Fire и Fear Before.
Их хэдлайнерский тур «The Hot N' Heavy Tour» проходил при поддержке He Is Legend, Before Their Eyes и And Then There Were None. Позднее к туру присоединились Eyes Set to Kill, Watchout! There’s Ghosts и Defending The Pilot.
Новый тур группы, совместный с Atticus, начался 9 окрября 2009 года и прошел при поддержке Blessthefall и Finch. Летом 2010 года группа возглавила тур с такими коллективами как Scarlett O’Hara, Attila, Woe, Is Me и Abandon All Ships.
19 августа 2011 года Стиллман подтвердил, что Drop Dead Gorgeous приостанавливает деятельность, поскольку все участники были заняты другими проектами: ManCub, The Bunny the Bear, Curses и It's Teeth. Несмотря на то, что в сети появлялись совместные фото группы, похожие на процесс записи нового альбома, новые релизы группы так и не состоялись.
В январе 2012 года Дэниел Стиллман и Дэнни Купер подтвердили, что запускают новый проект Bleach Blonde с лейблом Rise Records. Они выпустили одноимённый мини-альбом с тремя песнями 22 января 2013 года.
В начале 2013 года Facebook-аккаунт группы был удалён, на страничке в Twitter публиковалась только информация об электронных проектах Стиллмана и подразумевалось что у Drop Dead, Gorgeous нет планов на восоединение.
В октябре 2021 года на Твиттер-страничке бара, в котором работал Кайл Броунинг, появилась информация о его смерти.
Аккаунты группы вновь появились в социальных сетях 10 июля 2024 года. Воссоединение группы было анонсировано на 28 декабря 2024 года.

## Участники
| Финальный состав - Дениэл «Stills» Стиллман — вокал, клавишные, электро, дополнительные гитары (2004—2011, 2024) - Джейк Хансен — бас-гитара (2004—2011, 2024) - Дэнни Купер — ударные, перкуссия (2004—2011, 2024) | Концертные участники - Натан Сигрист (англ. Nathan Siegrist) — гитара - Эндрю Кинстлер (англ. Andrew Kinstler) — гитара Бывшие участники - Аарон Рот — клавишные, пианино, синтезатор, электро, перкуссия, орган, вокал (2004—2007) - Уайетт Олни — ритм-гитара, классический вокал (2004) - Маркус Таллич — экстрим-вокал (2004) - Джуда Лири — ритм-гитара, бэк-вокал (2006—2007) - Кайл Броунинг — соло-гитара, синтезатор, электро, бэк-вокал (2004—2011, умер в 2021) - Дэн Густавсон — ритм-гитара (2004—2006, 2007—2010, 2011) - Джонатан «Duck» Лири — клавишные, синтезатор, пианино, электро, перкуссия, орган, бэк-вокал (2007—2011) |

## Дискография
Альбомы
- In Vogue (Rise, 2006)
- Worse Than a Fairy Tale (Suretone, 2007)
- The Hot N' Heavy (Suretone, 2009)

Мини-альбомы
- Be Mine, Valentine (Rise, 2006)